# Gamerland
Gamerland è stato un programma televisivo italiano a tema videoludico, condotto da Dino Lanaro e andato in onda su Italia 2 tra il 2012 e il 2014.
La prima edizione è stata pubblicata in rete, sul sito web video.mediaset.it, dal 16 maggio al 18 luglio 2012. A partire dalla seconda edizione, iniziata il 22 novembre 2012, il programma è stato invece trasmesso su Italia 2.

## Storia
Il programma, lanciato da Mediaset, nasce con l'idea di proporre un nuovo format sui videogiochi, creato per diventare un punto di riferimento per la community videoludica. Esso porta alla scoperta del mondo dei videogiochi attraverso rubriche, servizi in anteprima, interviste ai V.I.G. (Very Important Gamer) e interventi di esperti del settore. Tutti i Player hanno modo di recensire un particolare gioco attraverso il sito di recensione del programma.
La prima puntata, quella del 16 maggio, ha visto la partecipazione di Daniele Bossari e di Simone Trimarchi, campione italiano di StarCraft e giornalista; quest'ultimo è presente in tutte le puntate in qualità di esperto. Dopo diversi anni di collaborazione con Pietro Lamberti, la scrittura del programma è stata affidata a Diego Conti, giornalista, blogger e social media manager. Il programma è stato successivamente chiuso nel 2014, nonostante gli ottimi ascolti della quinta stagione. Al seguito dell'esperienza televisiva, Gamerland è dal 2013 la sezione tech del sito Sport Mediaset.

## Rubriche
Il programma aveva una durata di circa quarantacinque minuti ed era così suddiviso:
- Around the Game: interviste alle case di sviluppo di un videogioco.
- Very Important Gamer: personaggi conosciuti, ospiti in studio, raccontano la loro passione per i videogiochi.
- Review: recensioni dei giochi in uscita da parte dei videogiocatori.
- Retro Game: rubrica curata da Federico Salerno di gamescollection.it, inerente al mondo del retrogaming.
- Frequently Asked Questions: domande poste dal conduttore a Simone Trimarchi, giornalista e pluricampione italiano di StarCraft.
- News: rubrica di novità sugli ultimi giochi e le date di uscita di questi ultimi.
- BookIsland (a partire dalla seconda edizione): rubrica in cui si parla di libri, film ed altre curiosità culturali legate al mondo dei videogiochi.
- Indie (a partire dalla terza edizione): rubrica dedicata ai videogiochi indipendenti, a cura di Pietro Lamberti;
- PC Gaming (a partire dalla quarta edizione): rubrica dedicata al mondo dei videogiochi su piattaforma PC, a cura di Andrea Porta;
- Mobile Games (a partire dalla quinta edizione): rubrica dedicata ai videogiochi per smartphone e tablet, a cura di Pietro Lamberti, successivamente sostituito da Diego Conti;
- GamerlandSAYS (a partire dalla quinta edizione): personaggi noti del settore espongono i propri pareri su un videogioco in fase di uscita;
- Tech (a partire dalla quinta edizione): il futuro della tecnologia secondo il futurologo Mark Perna;

## Puntate

### Prima edizione
La prima edizione è andata in onda dal 15 maggio al 18 luglio 2012 sul sito web video.mediaset.it.
| Puntata | Prima TV       |
| ------- | -------------- |
| 1ª      | 16 maggio 2012 |
| 2ª      | 22 maggio 2012 |
| 3ª      | 30 maggio 2012 |
| 4ª      | 6 giugno 2012  |
| 5ª      | 13 giugno 2012 |
| 6ª      | 20 giugno 2012 |
| 7ª      | 27 giugno 2012 |
| 8ª      | 4 luglio 2012  |
| 9ª      | 11 luglio 2012 |
| 10ª     | 18 luglio 2012 |

### Seconda edizione
La seconda edizione è andata in onda dal 22 novembre 2012 al 14 febbraio 2013 sul canale Italia 2.
| Puntata | Prima TV         |
| ------- | ---------------- |
| 1ª      | 22 novembre 2012 |
| 2ª      | 29 novembre 2012 |
| 3ª      | 6 dicembre 2012  |
| 4ª      | 13 dicembre 2012 |
| 5ª      | 20 dicembre 2012 |
| 6ª      | 27 dicembre 2012 |
| 7ª      | 3 gennaio 2013   |
| 8ª      | 10 gennaio 2013  |
| 9ª      | 17 gennaio 2013  |
| 10ª     | 24 gennaio 2013  |
| 11ª     | 31 gennaio 2013  |
| 12ª     | 7 febbraio 2013  |
| 13ª     | 14 febbraio 2013 |

### Terza edizione
La terza edizione è andata in onda dal 21 febbraio al 20 giugno 2013 sul canale Italia 2.
| Puntata | Prima TV         |
| ------- | ---------------- |
| 1ª      | 21 febbraio 2013 |
| 2ª      | 28 febbraio 2013 |
| 3ª      | 7 marzo 2013     |
| 4ª      | 14 marzo 2013    |
| 5ª      | 21 marzo 2013    |
| 6ª      | 4 aprile 2013    |
| 7ª      | 11 aprile 2013   |
| 8ª      | 18 aprile 2013   |
| 9ª      | 25 aprile 2013   |
| 10ª     | 2 maggio 2013    |
| 11ª     | 9 maggio 2013    |
| 12ª     | 16 maggio 2013   |
| 13ª     | 23 maggio 2013   |
| 14ª     | 30 maggio 2013   |
| 15ª     | 6 giugno 2013    |
| 16ª     | 13 giugno 2013   |
| 17ª     | 20 giugno 2013   |

### Quarta edizione
La quarta edizione è andata in onda dal 17 ottobre 2013 al 5 luglio 2014 sul canale Italia 2.
| Puntata | Prima TV         |
| ------- | ---------------- |
| 1ª      | 17 ottobre 2013  |
| 2ª      | 24 ottobre 2013  |
| 3ª      | 31 ottobre 2013  |
| 4ª      | 7 novembre 2013  |
| 5ª      | 14 novembre 2013 |
| 6ª      | 21 novembre 2013 |
| 7ª      | 28 novembre 2013 |
| 8ª      | 5 dicembre 2013  |
| 9ª      | 12 dicembre 2013 |
| 10ª     | 19 dicembre 2013 |
| 11ª     | 24 maggio 2014   |
| 12ª     | 31 maggio 2014   |
| 13ª     | 7 giugno 2014    |
| 14ª     | 14 giugno 2014   |
| 15ª     | 28 giugno 2014   |
| 16ª     | 5 luglio 2014    |

### Quinta edizione
La quinta edizione è andata in onda dal 1º novembre al 6 dicembre 2014 sul canale Italia 2.
| Puntata | Prima TV         |
| ------- | ---------------- |
| 1ª      | 1º novembre 2014 |
| 2ª      | 8 novembre 2014  |
| 3ª      | 15 novembre 2014 |
| 4ª      | 23 novembre 2014 |
| 5ª      | 29 novembre 2014 |
| 6ª      | 6 dicembre 2014  |